# لیکوی ابلق جنوبی
لیکوی ابلق جنوبی (نام علمی: Turdoides bicolor) نام یک گونه از سرده لیکوها است.